# Stade Gaston-Petit
Stade Gaston-Petit – stadion piłkarski w Châteauroux, we Francji. Został otwarty 13 września 1964 roku. Może pomieścić 17 072 widzów. Swoje spotkania rozgrywają na nim piłkarze klubu LB Châteauroux.
Teren pod budowę stadionu pozyskano już w latach 30. XX wieku, ale plany budowy pokrzyżowała II wojna światowa i powrócono do nich dopiero w latach 50. Prace ruszyły we wrześniu 1959 roku. Obiekt był praktycznie gotowy jesienią 1962 roku, ale inauguracja nastąpiła dopiero 13 września 1964 roku. Stadion początkowo posiadał bieżnię lekkoatletyczną i dwie trybuny – zadaszoną trybunę główną po stronie zachodniej, mogącą pomieścić 2400 widzów oraz niezadaszoną trybunę od strony zachodniej na 1500 widzów. Od początku obiekt wyposażony był również w sztuczne oświetlenie. W 1971 roku nadano mu imię zmarłego w tym samym roku Gastona Petita, byłego burmistrza miasta. W 1992 roku wybudowano trybuny za bramkami, a po historycznym awansie piłkarzy LB Châteauroux do Ligue 1 w 1997 roku obiekt przeszedł kompletną modernizację. W 2004 roku na stadionie rozegrano mecz o 3. miejsce oraz finał piłkarskich Mistrzostw Europy U-17.